# Shanghai Kiss
Shanghai Kiss is een Amerikaans-Hongkongs-Chinese romantische tragikomedie uit 2007 onder regie van Kern Konwiser en David Ren. Actrice Hayden Panettiere won een prijs op het Newport Beach Film Festival voor haar rol in de film.

## Verhaal
Een Chinees-Amerikaanse acteur krijgt in Los Angeles iets met een Amerikaanse tiener. Hij moet echter vertrekken als hij erachter komt dat hij zijn grootmoeders huis in Shanghai heeft geërfd. Hij wil in eerste instantie het huis weer verkopen, maar wanneer hij betrokken raakt bij de Chinese cultuur en er een aantrekkelijke vrouw leert kennen, moet hij kiezen tussen zijn leven in de Verenigde Staten of dat in China.

## Rolverdeling
- Ken Leung - Liam Liu
- Hayden Panettiere - Adelaide
- Kelly Hu - Micki
- Joel David Moore - Joe
- James Hong - Mark Liu
- Timothy Bottoms - Adelaide's vader